# Ioan (Jaremenko)
Ioan (světským jménem: Oleg Vasylovyč Jaremenko; * 12. září 1967, Žytomyr) je ukrajinský duchovní Pravoslavné církve Ukrajiny a metropolita čerkaský a čyhyrynský.

## Život
Narodil se 12. září 1967 v Žytomyru.
Po dokončení střední školy nastoupil roku 1984 na fakultu elektronické techniky Národního polytechnického institutu. Od roku 1986 složil v řadách Sovětské armády. O dva roky později pokračoval ve studiu.
Roku 1994 nastoupil na Kyjevský duchovní seminář a poté na Kyjevskou duchovní akademii (dnes Kyjevská pravoslavná bohoslovecká akademie).
Dne 10. dubna 1997 byl v monastýru svatého Michaela v Kyjevě biskupem vyšhorodským Danyjilem (Čokaljukem) postřižen na monacha. Dne 13. dubna byl rukopoložen na hierodiakona a 3. května 1998 patriarchou kyjevským Filaretem na jeromonacha.
Od roku 2001 přednášel na Kyjevském duchovním semináři.
Dne 2. května 2002 byl povýšen na igumena.
Dne 26. června 2002 se stal ekonomem monastýru svatého Michaela.
Dne 23. března 2003 byl Svatým synodem Kyjevského patriarchátu zvolen biskupem čerkaským a čyhyrynským. Dne 30. března 2003 proběhla v chrámu svatého Vladimíra v Kyjevě jeho biskupská chirotonie. Světiteli byli patriarcha kyjevský Filaret, arcibiskup bělgorodský a obojanský Ioasaf (Šibajev) a biskup perejaslav-chmelnycký Dymytrij (Rudjuk).
Dne 21. ledna 2009 byl povýšen na arcibiskupa a 23. ledna 2012 na metropolitu.
Dne 15. prosince 2018 se zúčastnil Sjednocujícího sněmu ukrajinských pravoslavných církví a vstoupil do jurisdikce nové Pravoslavné církve Ukrajiny.